# Signatur (Dokumentation)

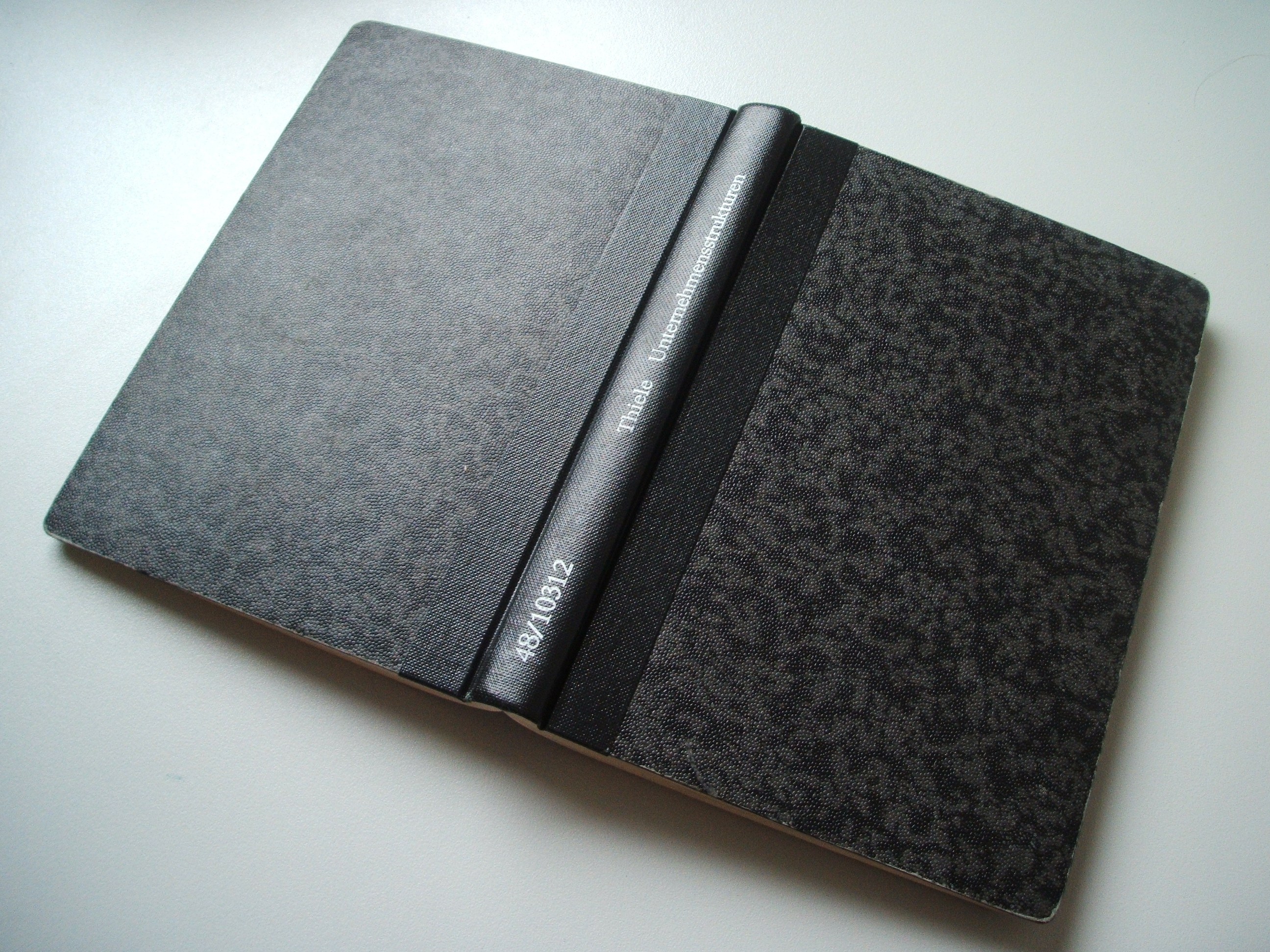
Signatur auf einem Buchrücken, Württembergische Landesbibliothek in Stuttgart

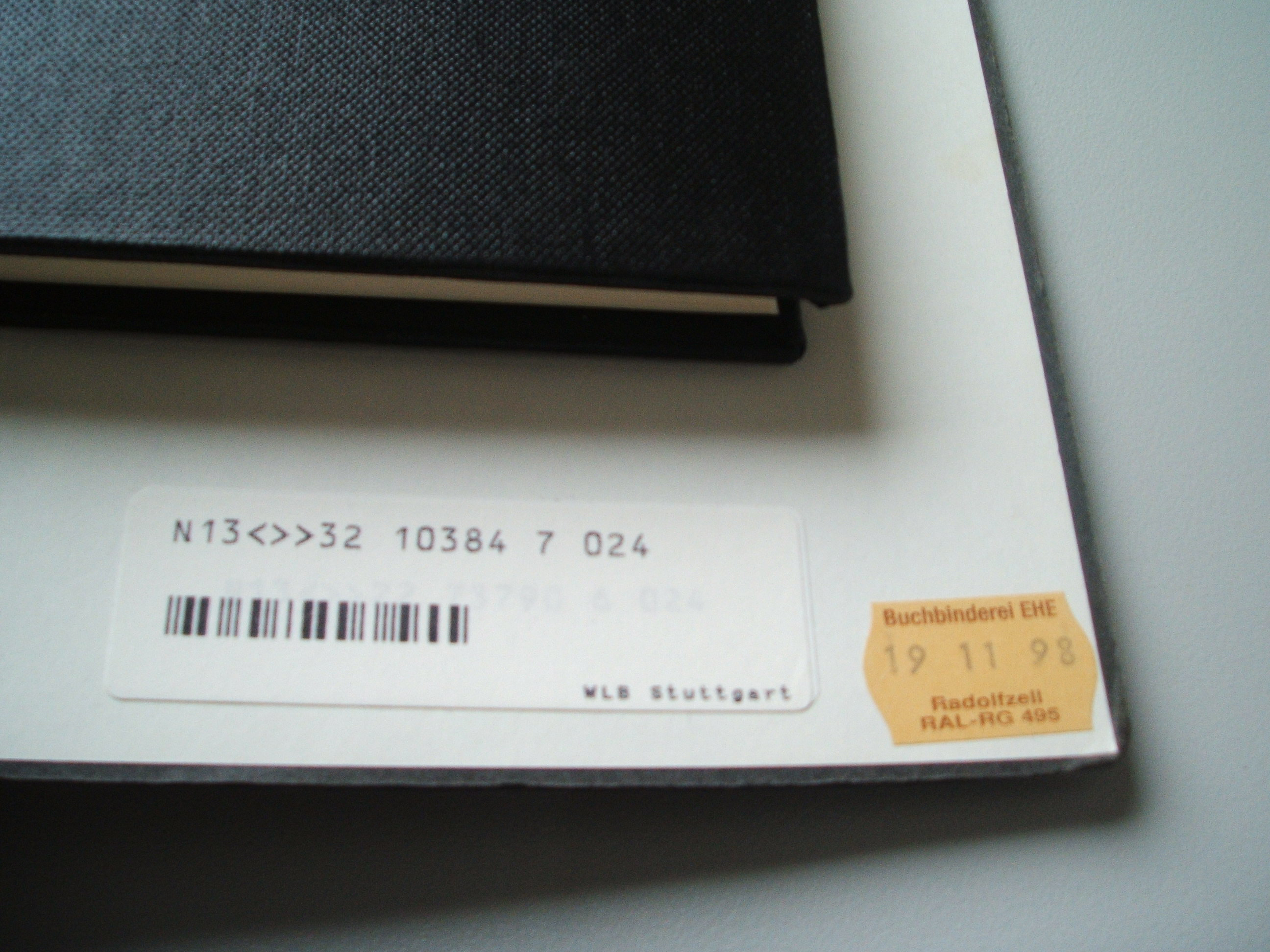
Signatur im Einband des Buches in Strichcodeform

Signaturen im Rahmen der Dokumentation dienen zur Identifizierung von Exemplaren eines Bibliotheksbestandes. Sie werden bei der Katalogisierung vergeben.

## Anforderungen
Signaturen müssen eindeutig sortierbar sein. Das bedeutet aber noch nicht zwingend die Identifizierung eines bestimmten Medienexemplares. Dazu wird zusätzlich zur Signatur noch eine Mediennummer vergeben. „Die Mediennummer wird in maschinenlesbarer Form auf Etiketten in die Medien eingeklebt, verwendet werden meist Barcodes, QR-Codes oder RFID-Transponder.“
Mehrere Exemplare desselben Buches können unterschiedliche Signaturen haben, müssen dies aber nicht; sie werden durch eine eigene Exemplaranzeige in der Titelaufnahme des Buches gekennzeichnet.

## Arten von Signaturen
Die Systeme zur Erstellung von Signaturen können von Bibliothek zu Bibliothek variieren. Der Aufbau der Signatur ist dabei abhängig von der in der jeweiligen Institution eingesetzten Aufstellungsart und Klassifikation.
Bei systematischer Aufstellung von Büchern besteht die Signatur zumeist aus der Notation, welche die systematische Einordnung ins Fachgebiet darstellt, und einer Nummerung für die einzelnen Bücher der jeweiligen Notation. 
Werden Bücher nicht systematisch, sondern mechanisch nach Erwerbsdatum aufgestellt, wird auch die Signatur mechanisch, ohne Rücksicht auf das Fachgebiet erstellt. Häufig wird dann das Erwerbsjahr in die Signatur aufgenommen und um eine laufende Nummer (nummerus currens) ergänzt.
Neben der systematischen Einordnung bzw. dem Erwerbsdatum können Signaturen auch andere Informationen enthalten, insbesondere das Format, die Auflage und bei mehrbändigen Werken auch die Bandzählung. Auch (gekürzte) Autorennamen und Titel sowie das Erscheinungsjahr können aufgenommen werden.
Wenn die Signatur dazu dient, den Standort von Medien innerhalb eines Freihandbestandes seiner Bibliothek zu bestimmen, spricht man von einer Standortsignatur. Gehen Bücher von einer Sammlung in eine andere über, oder wird eine Sammlung grundlegend neu organisiert, erhalten die betroffenen Werke neue Signaturen. Die dann nicht mehr gültige Signatur wird als Altsignatur bezeichnet und spielt für die historische Forschung, vor allem die Provenienzforschung, eine wichtige Rolle. Bei der Katalogisierung von historischen Buchbeständen werden daher auch Altsignaturen mit erfasst.